# Donnet-Zedel
Donnet-Zedel is een voormalige producent van motorblokken, auto's, motorfietsen en inbouwmotoren die
tot 1924 Zedel heette en vanaf 1926 Donnet. Dit motorfietsbedrijf was in eerste instantie opgericht door Zürcher en Lühti (Müller & Vogel, St. Aubin, Suisse, later Société Française des Moteurs Zedel, Pontarlier, Doubs (1901-1923), maar werd al snel daarna overgenomen door Müller en Vogel.

## Z.L.
Al in 1896 hadden Ernest Zürcher en Herman Lühti het plan opgevat om een motorfiets te gaan produceren. Het eerste prototype had een Peugeot fietsframe waarbij de motor vlak vóór de pedaalas zat. Ze vonden de productie van complete motorfietsen echter te riskant en besloten hun motor zo aan te passen dat die aan elk fietsframe gemonteerd kon worden, een clip-on motor dus. Ze richtten daarvoor het bedrijf Fabrique de Moteurs Zürcher, Lüthi & Cie. op in Neuchâtel (Zwitserland). Als merknaam werd gekozen voor de initialen van de oprichters, "Z.L.". In een zoektocht naar een fabrikant van fietsen die voldoende sterke frames kon maken om deze motoren aan te monteren, kwam men terecht bij Les fils de Peugeot frères, toen nog fietsproducenten. Maar de Z.L. blokken werden al snel populair en ze werden ook ingebouwd door Brion in Antwerpen, Frera in Milaan, NSU in Neckarsulm en Pécourt in Parijs. De werkplaats in Neuchâtel werd te klein en dus verhuisde het bedrijf in 1900 naar Saint-Aubin in het Zwitserse kanton Fribourg. Het succes van de Z.L. clip-on motor was zo groot, dat deze door andere fabrikanten gekopieerd werd. Daarom moesten Zürcher en Lühti in 1900 het Zwitserse en Britse patent voor een "verbeterde gemotoriseerde fiets" vastleggen. In 1901 was de bedrijfsnaam "Zürcher, Lüthi & Cie", maar al snel werd deze veranderd in "S.A. Fabrique de Moteurs et de Machines (ancienne Maison Zürcher, Lüthi & Cie), St.-Aubin". Men sloot een akkoord met Salomon ("Sylvain") de Jong, die toen nog fietsen produceerde onder de bedrijfsnaam "société S. de Jong", maar zijn bedrijf werd later bekend als Minerva.

## Zedel
Tegen 1902 had men 130 werknemers in dienst en ging men exporteren naar Frankrijk. Daarvoor was men een overeenkomst aangegaan met de Franse fietsenfabriek La Victoire. Ook het bedrijf "Les fils de Peugeot frères", inmiddels na een ruzie eigendom van Eugène Peugeot, ging zich door de toenemende concurrentie op de fietsenmarkt meer richten op gemotoriseerde fietsen. Eugène richtte, om afspraken met zijn neef Armand te omzeilen, het merk Griffon op. Dat bedrijf bouwde in 1902 de eerste "Motobicyclette" met Z.L. motor. Deze machine kwam eigenlijk te laat (want inmiddels alweer verouderd) op de markt. Om de invoerrechten te omzeilen werd in Pontarlier, vlak over de Frans-Zwitserse grens, een kleine werkplaats opgericht. Die groeide al snel uit tot een fabriek. Door de snelle expansie kwam het bedrijf in financiële moeilijkheden, waarna ijzergieter Samuel Graf, die de carters voor Z.L. goot, een meerderheidsparticipatie verwierf. Inmiddels vonden de Franse klanten de naam Z.L. te Duits en onder Franse druk werd deze veranderd in "Zedel". Peugeot werd een belangrijke afnemer van de Zedel inbouwmotoren en bestelde voor de eerste officiële Peugeot motorfiets de nieuwste 2pk versies bij Zedel. Dit werd de Peugeot Type B, waarbij de motor al op de "moderne" plaats, onder in het frame, stond. De Peugeot Type C uit 1913 had een "eigen" motorblok, waarin de letters "PF" (Peugeot Frères) gegoten waren. Feitelijk waren dit weer de nieuwste versies van de Zedel motor, waarvan Peugeot er 200 exclusief liet maken. De carters waren door Zedel besteld bij de gieterij Gautschi & Jequier S. Graf in juli 1903, maar vanaf oktober bestelde Peugeot ze daar zelf rechtstreeks. Zedel zou nog tot 1914 als motorleverancier aan Peugeot verbonden blijven.
Toen het Zwitserse Zedel in 1906 een fabriek in Frankrijk opende had een belangrijke klant van de inbouwmotoren, Alcyon, daar een groot belang in. In 1907 sloot Zedel zijn fabriek in Saint-Aubin en Alcyon werd volledig eigenaar van het merk.
De nieuwe eigenaar wilde overschakelen naar het bouwen van auto's. Ernest Zürcher zag dit niet zitten en verkocht Zedel in 1907 aan Graf. Hijzelf ging onder de naam Zürcher weer inbouwmotoren produceren, en Alcyon bleef een trouwe klant.

## Producten
Vlak voor zijn vertrek had Ernest Zürcher een prototype voor een auto ontwikkeld;
Het type A. Na zijn vertrek werd het type 22 B daarop gebaseerd. Daarvan werden er jaarlijks zo'n 100 verkocht.
Tegen 1910 was het gamma uitgebreid met de types CA, CB, CC, CE, CF, CG, CH, CI, DB en DBS. Het waren wagens in de hogere prijsklasse die wereldwijd geëxporteerd werden.
Voor de Eerste Wereldoorlog verkocht Zedel 300 à 400 auto's. Tijdens de Eerste Wereldoorlog werd Zedels productiecapaciteit opgevoerd door Frankrijk, dat granaten geproduceerd wilde zien.
In Zwitserland bouwde men uitsluitend inbouwmotoren voor andere merken, maar in Frankrijk werden tot de Eerste Wereldoorlog ook complete motorfietsen van 2- tot 3½ pk met eencilinders en V-twins geproduceerd.
Hoewel Zedel voornamelijk bekend werd door de inbouwmotoren, produceerde het bedrijf in de beginjaren ook motorfietsen onder de merknaam Victoire.

## Donnet
Na de Eerste Wereldoorlog hervatte Samuel Graf de productie van het type CE met vooroorlogse voorraden. Een jaar daarna, in 1919, verkocht hij zijn eigen bedrijf aan Jérôme Donnet, een Zwitserse industrieel die samen met François Denhaut de eigenaar van het voormalige bedrijf Donnet-Denahut was geweest. Dit bedrijf had tijdens de oorlog fortuin  gemaakt met de bouw van watervliegtuigen. Donnet bracht een verbeterde en meer luxueuze versie van het type CE in productie met beperkte oplage: het type CES. In 1920 kwam er met het type P 15 een nieuw model uit dat eveneens bestemd was voor vermogende klanten.
In 1921 kwam de CI 5 op de markt die in 1922 werd opgevolgd door de Zedel CI 6. Dat was de eerste Zedel die in grote oplage werd gebouwd.
In 1923 werd het Zedel opgekocht door Alcyon, waarmee men al vanaf het begin had samengewerkt. In 1924 werd de merknaam veranderd in Donnet-Zedel. Ook werd de productiecapaciteit toen uitgebreid. De CI 6 werd nu verkocht als Donnet-Zedel CI 6. In 1926 verscheen de Donnet-Zedel K. Ook verscheen de Donnet-Zedel G 7.
Het bedrijf kocht een opslagplaats in Nanterre en bouwde daar in 1925 een nieuwe grote fabriek met de bedoeling om met een lopende band te gaan produceren. Die fabriek was in 1928 af waarna de productie langzaam van Pontarlier naar Nanterre verhuisde. In 1929 werd de oude fabriek in Pontarlier gesloten. Ondertussen was de merknaam in 1926 alweer veranderd in de naam van de nieuwe eigenaar: Donnet.

## Einde
In 1927 fuseerde het merk met Delahaye, Unic en Chenard & Walker.
Na het begin van de Grote Depressie in 1929 ging het zeer slecht met de wereldeconomie en de auto-industrie. De verkoop liep slecht en er werd bezuinigd. Er vielen ontslagen en de modellen werden met lichtere motoren geleverd.
In 1934 werd de fabriek opgekocht door Pigozzi, de importeur van Fiat. Deze ging er de Simca-Fiat bouwen die later opgekocht werd door Citroën.
Van 1935 tot 1936 werden nog een aantal wagens verkocht uit de voorraad door toeleveringsbedrijf Contin. Deze werden verkocht als Donnet-Contin D 35.